# Gao Hong
Gao Hong (förenklad kinesiska: 高红; traditionell kinesiska: 高紅; pinyin: Gāo Hóng), född den 27 november 1967, är en kinesisk fotbollsspelare. Vid fotbollsturneringen under OS 1996 i Atlanta deltog hon i det kinesiska lag som tog silver.